# Gorthon Lines

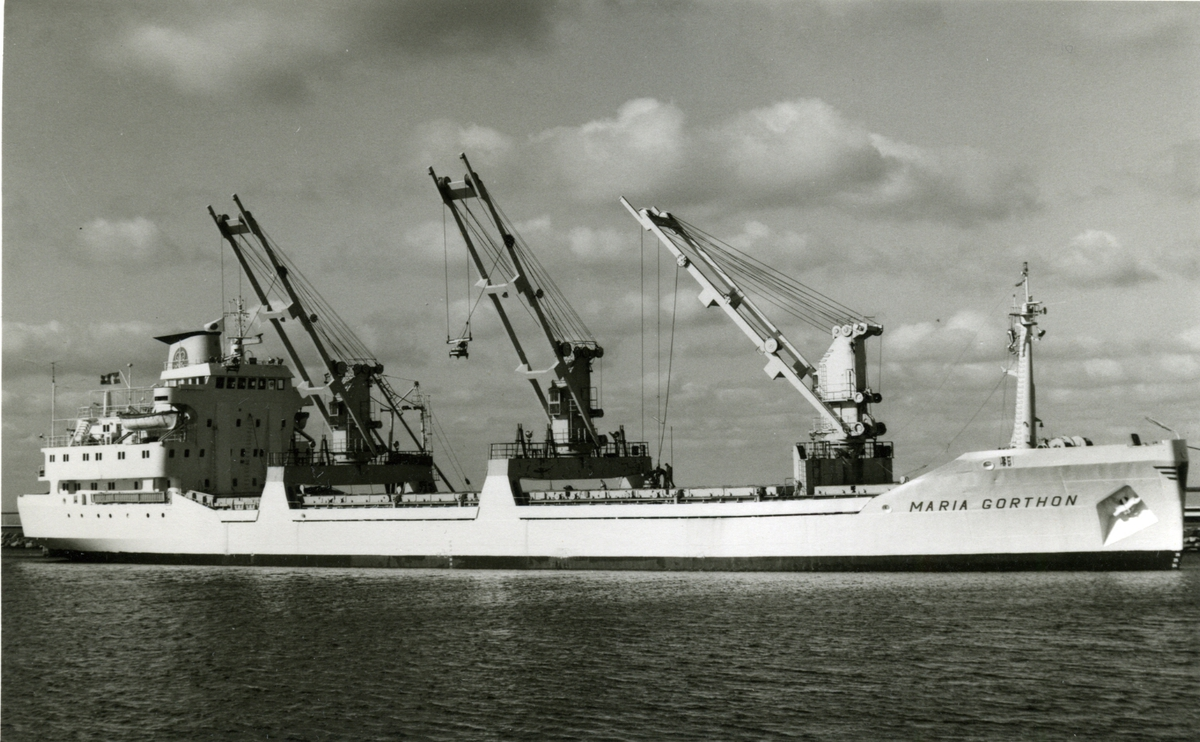
M/S Maria Gorthon (1970).

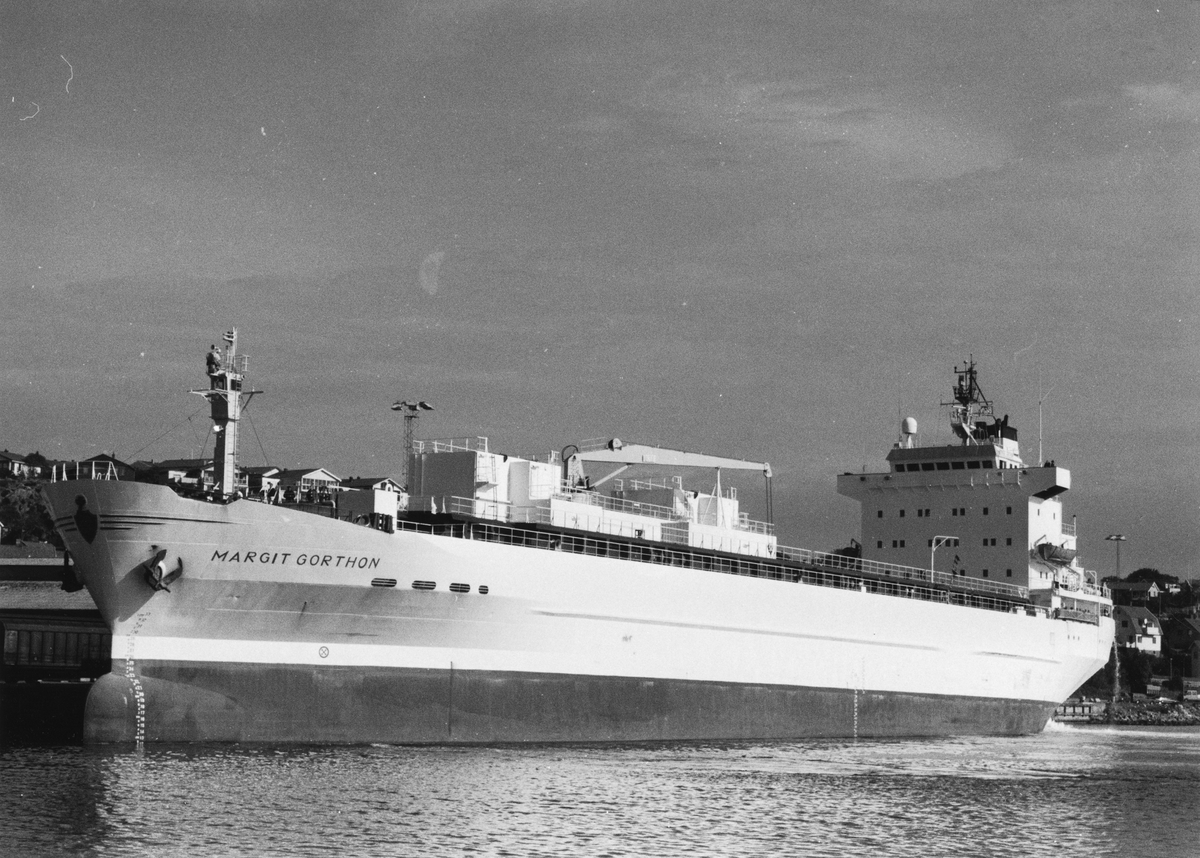
M/S Margit Gorthon (1977).

Gorthon Lines (tidigare Gorthons Rederier AB) var ett svenskt rederi med säte i Helsingborg. Gorthon Lines uppgick 2005 i Transatlantic.

## Historik

### Bildandet av Gorthon
Den äldsta grunden till rederiet var Rederi AB Activ i Helsingborg, som bildades 1915 av B.O. Börjesson, Frans Börjesson (den förres son) och Johan E. Gorthon, med Frans Börjesson som verkställande direktör. Samma personer bildade 1921 även Rederi AB Gefion med Johan E. Gorthon som redare.
Johan E. Gorthon var gift med B.O. Börjessons dotter Ada Börjesson, och sedan Frans Börjesson avlidit 1928 blev Gorthon ansvarig för dessa två rederier, samt för Rederi AB Aurora (bildat 1921) och Rederi AB Gylfe (bildat 1924). Rederi AB Aurora gick 1935 upp i Rederi AB Activ, och 1936 blev Rederi AB Activ ett helägt dotterbolag till Rederi AB Gylfe. 1945 blev även Rederi AB Gefion ett helägt dotterbolag till Rederi AB Gylfe. 1960 genomfördes en fusion som innebär att de två helägda dotterbolagen Activ och Gefion gick upp i Rederi AB Gylfe. 1960 bildas även Rederi AB Gorthons, dock utan någon faktisk rederiverksamhet, vilken sker i Gylfe.
Den verksamhet som dessa rederier bedriver under denna era var huvudsakligen trampfart i nordsjö- och östersjötrafik, med laster av bland annat kol och trä. Denna verksamhet upphörde 1971 och från denna tid specialiserade sig Gorthons på så kallad industriell shipping för skogs- och papperindustrin.
Gorthons Rederier AB köpte 1974 tillgångarna i Gylfe och blev i samband med det ett aktivt bolag.

### Gorthon och B&N
Under slutet av 1980-talet blev Bilspedition storägare i Gorthon. Bilspedition hade planer på att bredda sin logistikverksamhet genom att skapa ett svenskt storrederi, men dessa planer genomfördes ej.
Efter att Bilspedition drog sig ur köptes Gorthons Rederier AB 1990 av Bylock&Nordsjöfrakt (B&N), och de fartyg som ingått i Gorthons flotta seglade därefter under B&N-flagg. 1997 gjorde börsbolaget B&N Gorthon Lines till ett självständigt rederi och delade ut företagets aktier till B&N:s aktieägare. Gothon Lines börsnoterades i samband med detta.
2000 köpte B&N upp en större aktiepost i Gorthon Lines, som dock fortsatte att vara börsnoterat. 2005 fusionerades B&N och Gorthon Lines och bildade Transatlantic.